# Axel Paulsen
Axel Paulsen (ur. 18 lipca 1855 w Aker, zm. 9 lutego 1938 w Nesodden) – norweski łyżwiarz figurowy i łyżwiarz szybki. Twórca jednego z najtrudniejszych skoków w łyżwiarstwie figurowym – axla.

## Skok łyżwiarski axel

Skok łyżwiarski axel

W 1882 r. Paulsen wygrał mistrzostwo świata w łyżwiarstwie szybkim w Wiedniu oraz otrzymał nagrodę specjalną za opracowanie nowego skoku łyżwiarskiego w łyżwiarstwie figurowym, który Paulsen wykonał w łyżwach do łyżwiarstwa szybkiego. Później skok został nazwany od jego imienia axlem.
Dla pojedynczego axla, tak jak to zrobił to Paulsen w 1882 r., zawodnik startuje z przedniej krawędzi i obraca się półtora razy w powietrzu, po czym ląduje na tylnej zewnętrznej krawędzi po przeciwnej stopie, z której wystartował. Jest to jedyny skok, w którym łyżwiarz startuje z przedniej krawędzi.

## Nagrody i odznaczenia
- Światowa Galeria Sławy Łyżwiarstwa Figurowego – 1976[3]